# Торговый центр «Глостерская набережная»
Gloucester Quays (также известный как Gloucester Quays Designer Outlet Centre) — торговый центр на улице Сент-Энн-Уэй, Глостер, в районе города, ранее известного как Хай-Очард. Владельцем является компания The Peel Group.

## Строительство «Глостерской набережной»
Аутлет-центр был построен на месте бывшего машиностроительного завода Fielding & Platt, который открылся в 1866 году и специализировался на гидравлических машинах и гидравлических прессах. К 1980-м годам бизнес пришёл в упадок, в 1990-х годах он перешёл во владение Motherwell Bridge Ltd и вскоре после этого был закрыт.
В мае 2007 года началась подготовка территории. Большинство зданий были снесены, но бывшая мебельная фабрика Мэтьюса осталась нетронутой и теперь является частью торгового центра. К октябрю 2007 года началось строительство, и к ноябрю 2007 года на площадке были установлены три крана. 1 июля 2009 года в аутлет-центра была открыта гостиница Travelodge на 96 комнат.
В ноябре 2011 года в рамках 2-го этапа была предоставлена разработка планировки для преобразования первого этажа в кинотеатр с 10 экранами. Было также разрешено открыть в блоках L, M, N и P на первом этаже рестораны и закусочные.

## История
30 мая 2009 года торговый центр был официально открыт.

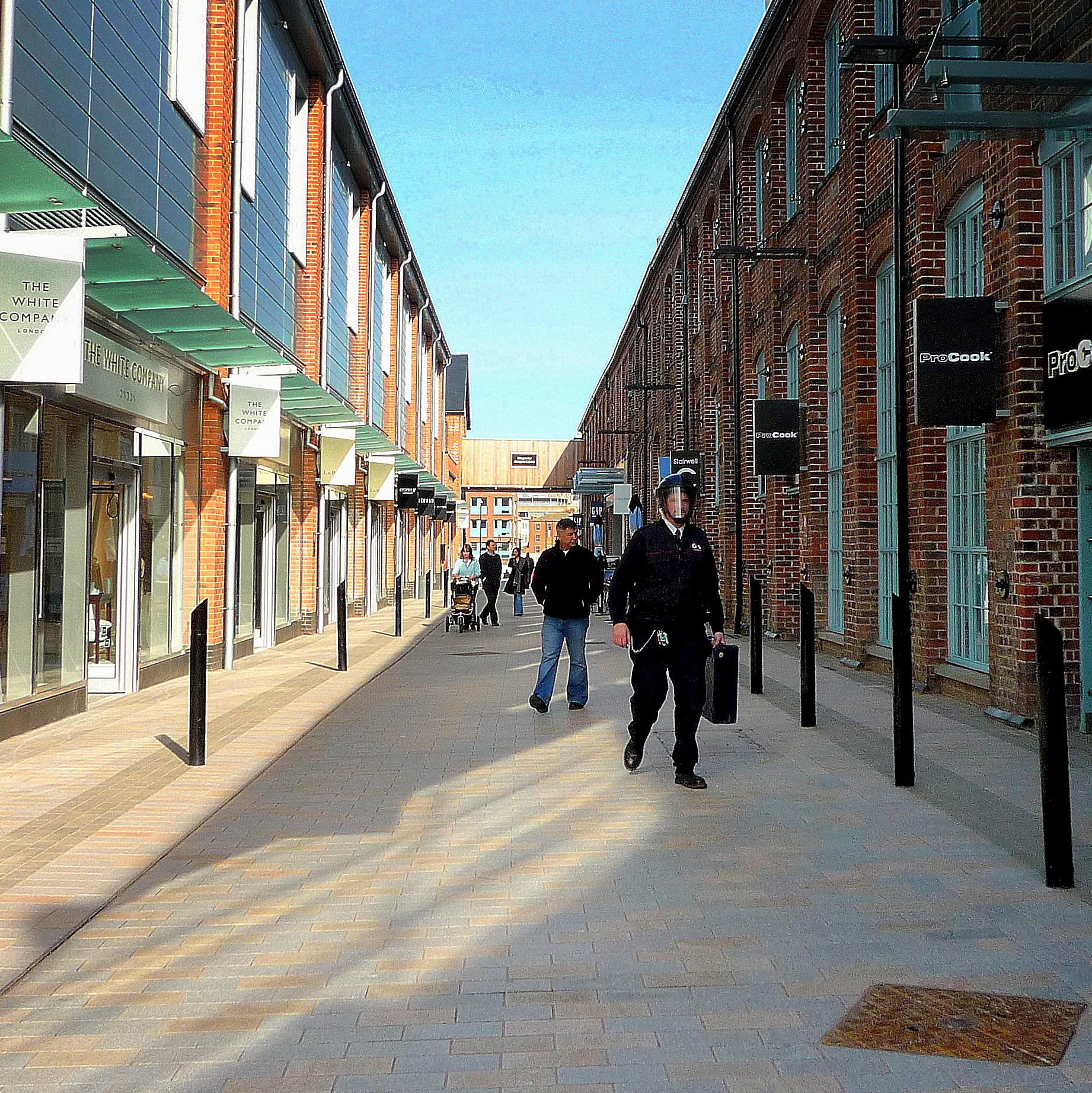
Торговая зона, которая была объединена со старыми складами Gloucester Docks

В 2013 были открыты ещё 11 новых ресторанов и баров, включая Zizzi 's и Chimichanga.
С января 2015 года открылось ещё 14 магазинов и ресторанов, включая Clarks, Sketchers, Jaeger, Brewhouse & Kitchen, Bella Italia и Bill's. В ноябре 2015 года в торговом центре открылись магазины Fat Face, Bench, Tricker и Carluccio.
3 октября 2015 года произошел пожар на заводе Provender, который был одним из самых знаковых зданий в Глостере. Двое подростков были обвинены в поджоге. Пожар нанёс ущерб на 2 млн фунтов стерлингов.
В период с июня по ноябрь 2017 года в центре открылись магазины Ted Baker, Jack Wills, Timberland и Joules.
В декабре 2017 года открылся детский учебный центр Explore Learning. Также было объявлено, что в новом году откроется Cath Kidston Limited . В следующем месяце было подтверждено, что они будут открыты 18 января 2018 года.

## Торговля
С момента открытия центра ежегодно проводятся кулинарные фестивали и викторианские рождественские ярмарки.